# Bude
Bude (korn. Bud) – miasto w Wielkiej Brytanii, w Anglii w Kornwalii, położone przy ujściu rzeki Neet, nad Oceanem Atlantyckim na północno-wschodnim skraju hrabstwa, Dawniej port, od czasów wiktoriańskich popularna miejscowość wypoczynku letniego o znaczeniu ponadregionalnym. Przez miasto przebiega jedna z najbardziej malowniczych dróg Anglii, Atlantic Highway (A 39).

## Miasto partnerskie
- Ergué – Gabéric